# Water-polo
 (octobre 2017).
Si vous disposez d'ouvrages ou d'articles de référence ou si vous connaissez des sites web de qualité traitant du thème abordé ici, merci de compléter l'article en donnant les références utiles à sa vérifiabilité et en les liant à la section « Notes et références ».
Le water-polo ou waterpolo est un sport collectif aquatique opposant deux formations de sept joueurs. Il fut codifié au Royaume-Uni à la fin du XIXe siècle et devint sport olympique en 1900 pour les hommes, et en 2000 pour les femmes.

## Histoire
Une variante du water-polo était pratiquée en Rome ancienne. Populaire chez les légionnaires, ils le propagèrent à travers tout l'empire. Le jeu était pratiqué dans les piscines des thermes.

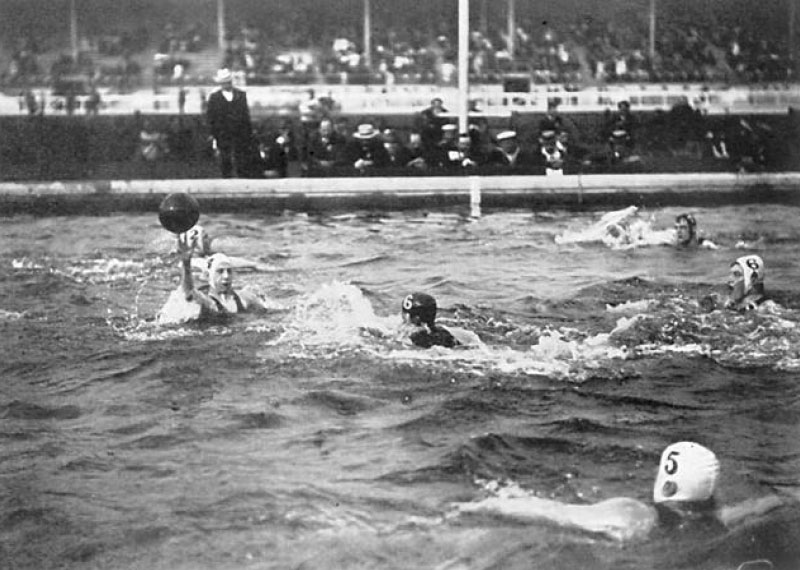
Match de water-polo lors des Jeux olympiques d'été de 1908 à Londres.

Il faut ensuite attendre 1869 pour voir les membres du club britannique de natation de Bournemouth pratiquer un jeu dont les règles sont assez proches du water-polo moderne. Les premières règles sont édictées en 1870 par le club de natation de Londres. En 1876, les règles sont publiées. Le premier match interclubs se tient en 1874 à Londres. Le premier match international a lieu en 1890. Il met aux prises Angleterre et Écosse. Le premier championnat, celui d'Angleterre, débute en 1888.
Une version américaine du jeu se développe à partir de 1897. C'est un jeu plus violent que son homologue britannique. Les Américains pratiquent ce softball (à ne pas confondre avec le sport dérivé du baseball) jusqu'aux années 1930, mais conviennent de respecter les règles britanniques depuis 1914.
Le water-polo est un sport olympique dès 1900 pour les hommes et passe en 1911 sous le contrôle de la FINA (devenue depuis World Aquatics). Un championnat du monde masculin est mis en place à partir de 1913, le championnat féminin à partir de 1986, en complément de la coupe du monde féminine à laquelle elles ont accès en 1979. Les jeux olympiques ne leur sont ouverts qu'en 2000. Les Britanniques dominent les palmarès jusqu'aux années 1920. La France, la Belgique, la Suède, la Hongrie et l'Allemagne rivalisent ensuite avec les créateurs britanniques. Après la Seconde Guerre mondiale, l'Italie, la Yougoslavie et l'URSS viennent rejoindre l'élite mondiale. En France, les femmes jouent principalement à Tourcoing et à Paris, où est organisé un premier championnat en 1922.
Le jeu évolue, notamment sous l'impulsion des Hongrois, pays où il est extrêmement populaire. Dès 1928, l'entraîneur Bela Komjadi change les données techniques et tactiques en inventant la passe sèche, c’est-à-dire effectuée de sorte que le joueur en réception puisse attraper le ballon avant qu'il ne touche l'eau.
Parmi les principaux poloïstes, citons les Hongrois Tibor Benedek, György Bródy, Dezső Gyarmati, Olivér Halassy, Márton Homonnai, Tivadar Kanizsa,Tamás Kásás, György Kárpáti et István Szívos, les Italiens Gildo Arena, Francesco Attolico, Alessandro Bovo, Paolo Caldarella, Mario Majoni, Eraldo Pizzo, Amedeo Pomilio, Alessandro Campagna, Cesare Rubini et Carlo Silipo, les Espagnols Daniel Ballart, Manuel Estiarte, Miki Oca et Sergi Pedrerol, les Allemands Fritz Gunst, Hagen Stamm, Frank Otto et Erich Rademacher, les Croates Elvis Fatovic, Djuro Savinovic et Ratko Rudic, les Serbes Igor Milanović, Dušan Popović, Vladimir Vujasinović, Aleksandar Sapic et Mirko Sandić, le Monténegrin Mirko Vicevic, les Britanniques Paul Radmilovic, Charles Smith et Georges Wilkinson, le Russe Dimitri Apanasenko, le Belge Victor Boin et les Français Henri Padou, Pierre Garsau, Armand Mikaelian, Michel Idoux, Marc Crousillat et Frédéric Audon. Côté féminin, l'Australienne Yvette Higgins est considérée en 2010 par mademan comme l'une des dix meilleures joueuses mondiales , aux côtés des Américaines Brenda Villa, Erika Figge, Maureen O'Toole et Elizabeth Armstrong, auxquelles on peut ajouter Maggie Steffens.

## Principes du jeu

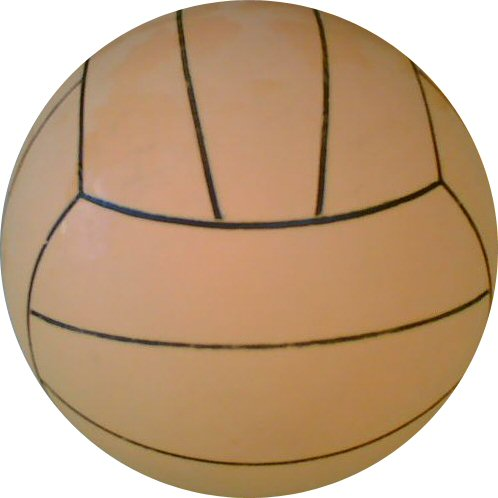
Ballon de water-polo

### Équipe
Une équipe de water-polo se compose de sept joueurs avec sept remplaçants. L'équipe a un gardien qui peut avoir le no 1 et le 13 pour le gardien remplaçant . La pointe a le droit d'aller jusqu'à deux mètres des cages pour recevoir la balle et pour tirer, il s'agit du rôle le plus difficile. Ceux-ci peuvent entrer en jeu à tout moment à partir de leur propre zone d'exclusion (au-delà de la ligne de but), à partir du moment où l'équipe est en possession de la balle.
Un gardien de but et six joueurs de champ évoluent dans l'eau en même temps, pour chaque équipe.
Le gardien porte le bonnet numéroté 1, de couleur rouge.
Les autres joueurs portent des bonnets numérotés de 2 à 12.
Le bonnet portant le numéro 13 peut être rouge également si l'équipe possède un gardien remplaçant.
L'équipe qui joue à domicile porte les bonnets blancs, les visiteurs, les bonnets bleus. Les joueurs n'ont en aucun cas le droit de mettre une combinaison (faite pour la natation et qui réduit les prises au corps).

### Déroulement du match

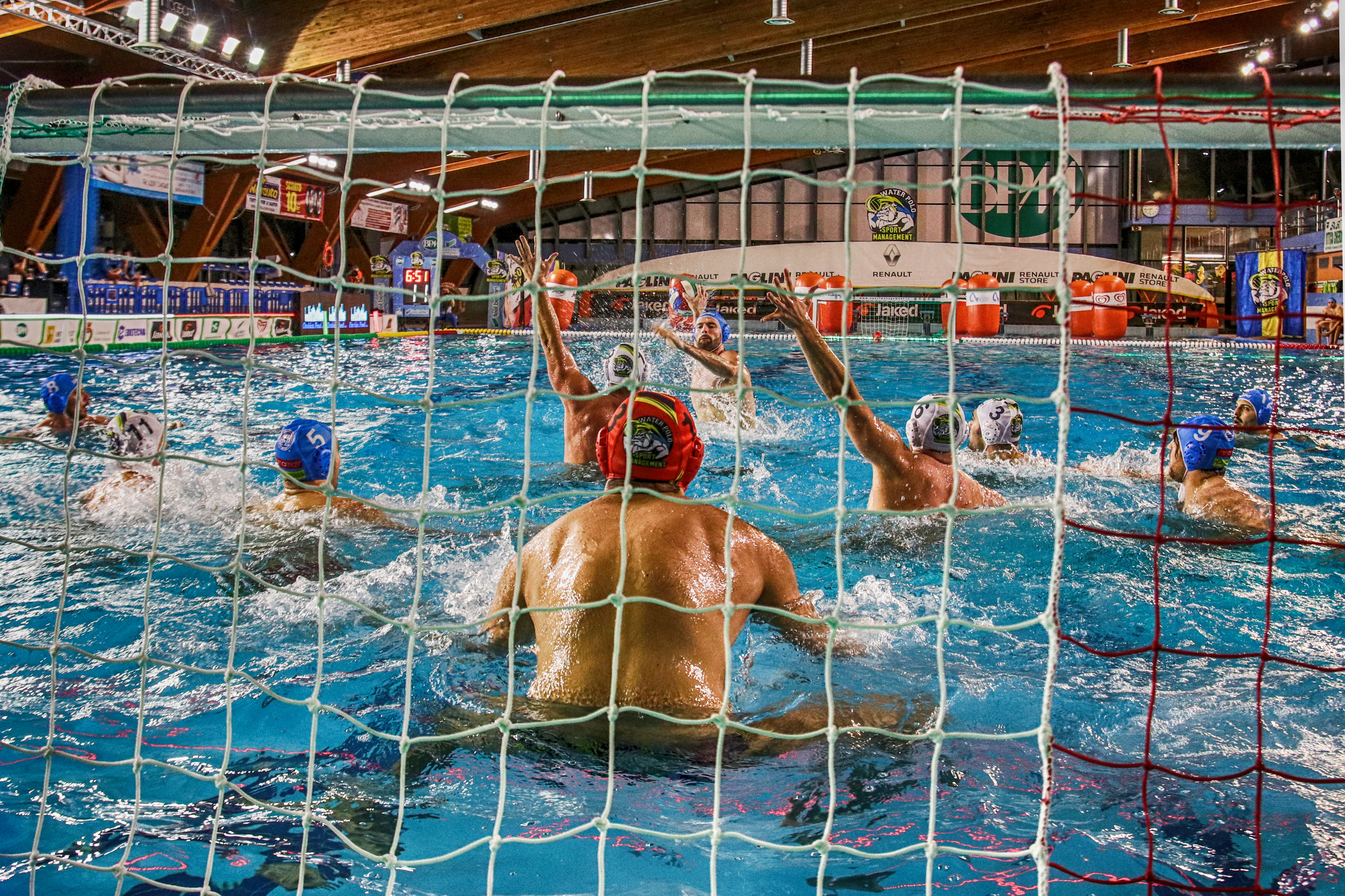
Une attaque au water-polo. Mai 2021.

Un match officiel se décompose en 4 périodes de 8 minutes appelée les quart temps .
Ces périodes sont séparées par des temps de repos de 2 minutes sauf entre le  2e et le 3e quartemps   où le repos est de 3 minutes (cette pose de trois minutes est nommée la mi -temps ).
Chaque équipe peut demander 2 temps mort d'une minute durant tout le match.

### Règle des 30 secondes
Chaque équipe, dès qu'elle prend possession de la balle (interception, engagement, etc.) dispose d'au plus 30 secondes pour tirer au but. Dans ce cas (qu'il y ait but ou non, ou encore corner), le décompte de ces 30 secondes est réinitialisé. Il est également réinitialisé si l'autre équipe obtient la balle . Si le décompte arrive à son terme, une faute est sifflée et la balle est donnée à l'autre équipe.
Avec les nouvelles règles instaurées, les temps de possession ont changé : ils possèdent toujours un temps de 30 secondes par attaque mais s'il y a une exclusion ou un corner , le temps est remis à 20 secondes

### Joueurs

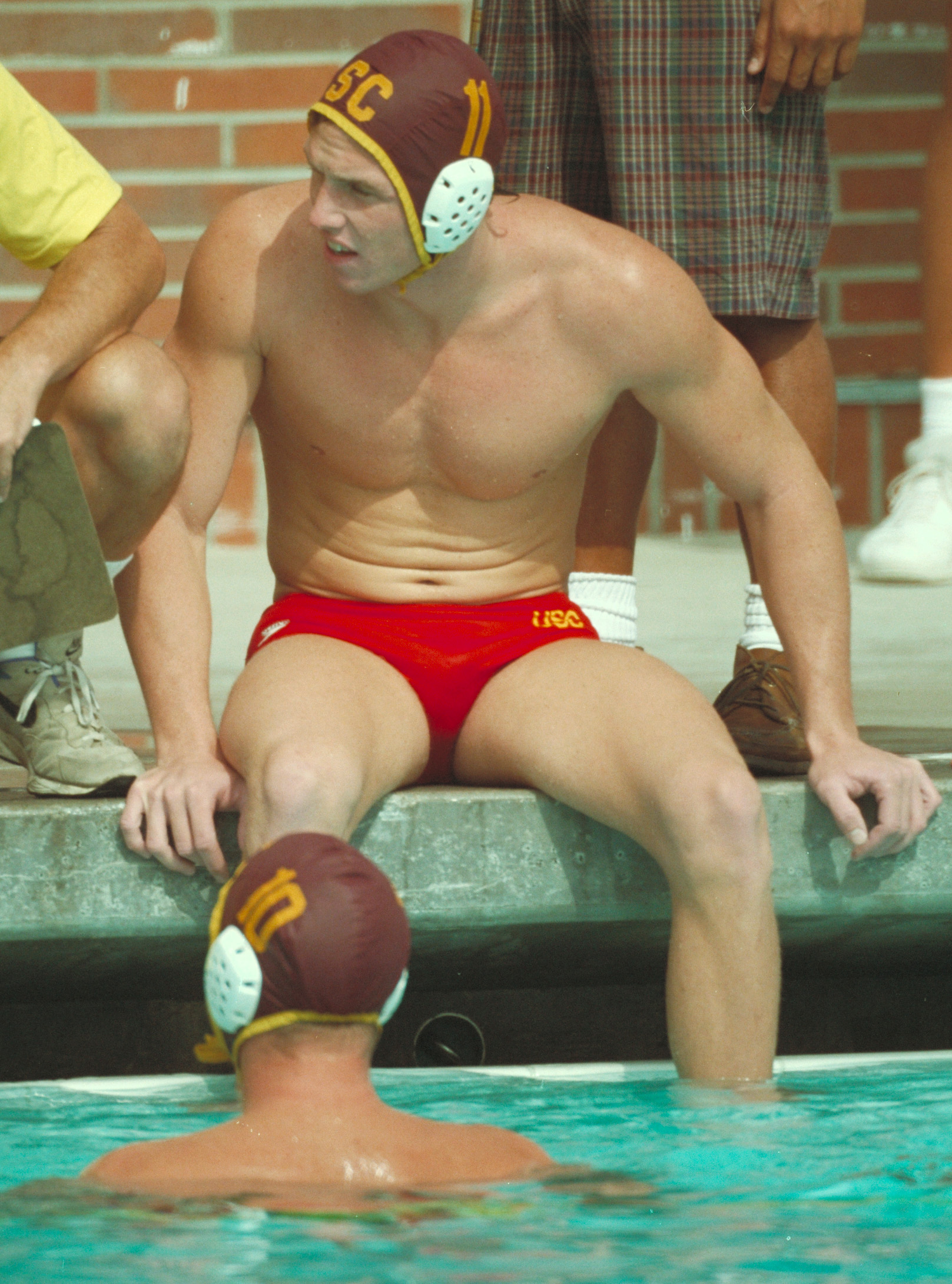
Tenue d'un joueur.

Les 6 joueurs de champ s'organisent habituellement en un demi-cercle, à 2-7 mètres du but adverse, avec un joueur au centre (appelé pointe). Ce poste est assez particulier car le joueur fait face à ses coéquipiers, et tourne donc le dos au gardien adverse. Son rôle est de récupérer une passe, faite sur l'eau, à tourner son défenseur (l'arrière pointe ou contre pointe) pour se retrouver face au gardien et à tirer rapidement. Le jeu pointe/arrière pointe est très engagé et très physique puisqu'une certaine tolérance est laissée aux deux joueurs. L'arbitrage est assez difficile, puisqu'on ne voit que très peu ce qui se passe sous l'eau : à chaque match des coups sont portés à bien des reprises, notamment sous l'eau, et il n'est pas rare de voir disparaître les deux joueurs dans une eau écumante. Lors de la demi-finale « mémorable » des Jeux olympiques de Melbourne en 1956 qui opposa l'URSS à la Hongrie en pleine Guerre froide, la rivalité entre les deux pays a provoqué un déchaînement de violence sur le terrain, à tel point qu'on a parlé d'une piscine ayant une teinte rouge sang.

### Fautes
Le droit de charge est autorisé sur le porteur de balle. En pratique, une grande liberté de manœuvre est laissée aux défenseurs pour agir sur le porteur de la balle, à l'exclusion des coups visant la tête. Il faut bien savoir que les arbitres (deux situés sur les bords du bassin) n'ont qu'une vision très limitée de ce qui se passe sous l'eau.
Les différentes fautes :
- Faute simple. La balle doit être maniée à une seule main (sauf pour le gardien). Elle ne doit pas être sous l'eau. Le joueur ne peut s'appuyer sur aucune partie du bassin (buts, bords ou fond du bassin) pendant le temps de jeu (si un gardien s'appuie sur le bord du bassin, une pénalité est sifflée contre son équipe). Il est également interdit de frapper le ballon avec le poing (sauf pour le gardien) et de lancer de l'eau sur un adversaire.
- Fautes graves. Une faute commise sur un attaquant dans la zone des deux mètres est sanctionnée par une exclusion. Si l'attaquant est en situation de tir à l'intérieur des 6 mètres et qu'un joueur vient faire une faute sur lui alors qu'il est dans son dos, il y'a alors penalty, tirée sur la ligne des cinq mètres.
- Nager sur le dos de son adversaire, frapper son adversaire involontairement entraîne une faute grave avec exclusion de vingt secondes (à la troisième faute grave, le joueur est exclu du match définitivement et est remplacé).
- Certaines fautes graves (par exemple la perturbation volontaire du jeu) sont sanctionnées par une exclusion définitive avec remplacement (EDA) ; si la faute est plus grave (par exemple, un coup volontaire), le joueur est exclu du match, ne peut pas être remplacé par un membre de son équipe pendant quatre minutes et une pénalité est donnée à l'équipe adverse, c'est alors une exclusion définitive avec pénalité (EDA+pénalité).
- Après une faute suivant les nouvelles règles, la défense doit s'écarter et l'attaquant doit faire jouer sa balle, ce qui veut dire la lancer en l'air, mais pas trop haut; il faut juste que la balle se sépare de la main du joueur.

### Aire de jeu

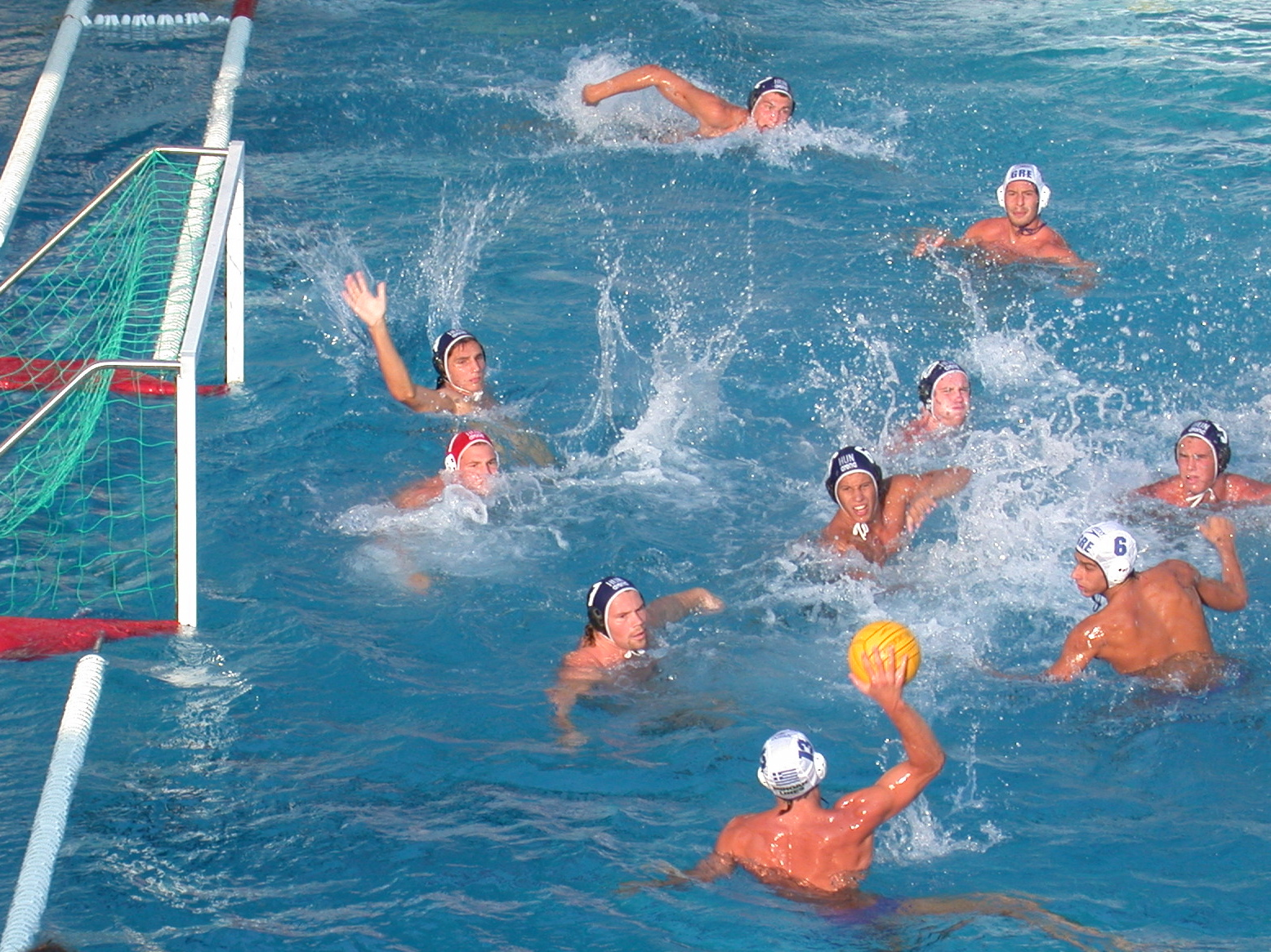
Grèce-Hongrie à Naples

Surface : 30 mètres par 20 mètres pour les matchs masculins (si le bassin est assez grand sinon possibilité de jouer en 25 mètres) et 25 mètres par 20 mètres pour les matchs féminins. La profondeur minimale est quant à elle fixée à 1,80 mètre.
Plusieurs lignes symbolisées par des plots, matérialisent la surface de jeu.
- Une ligne rouge (2 mètres) : zone de hors jeu. Un attaquant ne peut pas y pénétrer, sauf si la balle est déjà dans cette zone, que la passe est déjà effectuée (balle aérienne) ou que l'attaquant est dans l'aile. La zone dans laquelle l'attaquant peut rentrer sans la balle dans les deux mètre est symbolisée par des bouées situées sur les lignes attachées à la cage (celle qu'on peut voir sur l'image de droite).
- Une ligne jaune (5 mètres) : zone de penalty
- Une ligne (6 mètres) : zone au delà de laquelle un coup franc direct peut être tiré ou joué.
- Une ligne blanche : milieu du terrain, et ligne de but dans l'alignement des poteaux.

### Ballon
Il est d'une circonférence comprise entre 65 et 67 cm pour les femmes, entre 68 et 71 cm pour les hommes. Son poids peut varier dans les limites de 400 à 450 grammes.

### Façon de marquer
- Un but est marqué quand tout le ballon a franchi entièrement la ligne de but, entre les deux poteaux de but et sous la barre transversale.
- Un but peut être marqué de n'importe quel endroit de la surface de jeu ; mais le gardien de but n'est pas autorisé à se rendre ou toucher le ballon au-delà de la ligne de mi-distance.
- Un but peut être marqué avec n'importe quelle partie du corps, à l'exception du poing fermé. Un but peut être marqué en nageant avec le ballon jusqu'au but. Au commencement ou au recommencement du jeu, deux joueurs au moins, à l'exception du gardien de but défenseur, doivent avoir joué ou touché intentionnellement le ballon, hormis dans le cas de mise en jeu suivants : tir de penalty ; remise en jeu expédiée directement par un joueur dans son propre but ; tir immédiat lors d'une remise en jeu depuis le but ; ou tir immédiat lors d'un coup franc accordé à l'extérieur de la ligne des six mètres.
- Un but sera marqué si, à l'expiration de la période de possession de 30 secondes ou à la fin d'une période, le ballon est en vol et pénètre dans le but.
- Il est possible de poser des écrans sur d'autres joueurs.

### Hommes et femmes
Les hommes et les femmes ne jouent pas ensemble dans les catégories adultes (jusqu'en cadet).
Les seules différences entre les femmes et les hommes dans le règlement sont la taille des ballons (plus petits chez les femmes) et la longueur du terrain (maximum 25 m pour les femmes et 30 m pour les hommes).

#### Le jeu
Le water-polo masculin existe depuis 1870 alors que le water-polo féminin n'est apparu qu'au début du XXe siècle.

#### Les Jeux olympiques
Pour les hommes, le water-polo fut admis au programme olympique en 1900.
Pour les femmes, le water-polo n’a été admis comme discipline olympique qu’en 2000, aux Jeux de Sydney.
Avant 2000, les femmes étaient par équipes de 11 et depuis ces jeux, elles sont par équipes de 13 comme les hommes (en grande partie grâce aux Canadiennes[réf. nécessaire]).

## Compétitions

### Monde

#### Compétitions inter-nations
- Water-polo aux Jeux olympiques
- Championnats du monde de water-polo
- Coupe du monde de water-polo
- Ligue mondiale de water-polo
- Haba waba international festival for kids

### Europe

#### Compétitions inter-nations
- Water-polo aux Jeux Européens
- Championnat d'Europe de water-polo masculin, féminin
- Jeux Méditerranéens
- LEN Europa Cup masculin, féminin

#### Compétitions inter-clubs
- LEN Champion's League
- LEN Euro Cup
- Euroligue Féminine de la LEN
- Trophée LEN Féminin

### France

#### Championnat de France
- Championnat de France de water-polo féminin Division 1, Division2
- Championnat de France de water-polo masculin Division 1, Division 2, Division 3, Division 4

#### Coupe de la Ligue
- Coupe de la Ligue française de water-polo féminin
- Coupe de la Ligue française de water-polo masculin

#### Coupe de France
- Coupe de France de water-polo féminin
- Coupe de France de water-polo masculin

### Espagne

#### Championnat de l'Espagne
- División de Honor

#### Coupe de Espagne
- Copa del Rey

#### Supercoupe
- Supercoupe d'Espagne

### États-Unis

#### Championnat universitaire
- Championnat NCAA de water-polo

### Italie

#### Championnat d'Italie
- Championnat d'Italie féminin de water-polo
- Championnat d'Italie masculin de water-polo

#### Coupe d'Italie
- Coupe d'Italie masculine de water-polo

## Sélections
- Espagne
- France
- Italie
- Croatie
- Monténégro
- Serbie
- Allemagne
- Belgique
- Pays-Bas
- Russie
- Brésil
- États-Unis
- Turquie
- Canada
- Grèce
- Australie
- Macédoine du nord
- Cuba

## Situation nationale
- Water-polo en France
- Water-polo aux États-Unis